# 蕭譽
河东武桓王蕭譽（519年—550年6月22日），字重孙，南梁昭明太子蕭統第二子，梁宣帝蕭詧之兄。
普通二年（521年），封枝江县公。萧统死后，梁武帝立萧纲为皇太子，中大通三年六月癸丑（531年7月14日），进封萧统诸子为王，萧誉進封河东郡王，食邑二千户。授宁远将军、石头戍军事，出任琅邪、彭城二郡太守。但萧欢、萧誉众兄弟仍然因不能被立储而记恨。大同三年四月丁卯（537年4月27日），萧誉改任南徐州刺史。后改任侍中、轻车将军，置佐史。太清二年四月戊寅（548年5月10日），改任南中郎将、湘州刺史。
同年，侯景之亂爆發，蕭譽率軍支援到達青草湖時，托言等候四方援兵而不进军；京城淪陷后，奉诏班师，还镇湘州。
當時，武帝第七子荆州刺史湘東王蕭繹駐軍武城，萧誉的姑父雍州刺史张纘与萧誉不合，向蕭繹密报：“河东起兵，岳阳（指萧誉三弟雍州刺史岳阳王萧詧）聚米，共为不逞，将袭江陵。”蕭繹遂派谘议周弘直前往蕭譽駐地督查。蕭譽不從，说：“我们各自都是军府，我为什么隶属于他人！”蕭繹於是派世子蕭方等前去討伐蕭譽，蕭方等戰敗而死。蕭繹又先後派镇兵将军鲍泉、领军将军王僧辩前去討伐蕭譽，并写信劝降，萧誉拒绝，称“要来便来”，并修葺城防备战。萧誉率锐卒攻打鲍泉，兵败，天黑了，鲍泉趁萧誉士卒疲倦而大破之。萧誉烧了长沙城郊的房子，将百姓迁到城中。鲍泉昼夜攻打，城中死伤惨重。萧誉少有胆气，骁勇，能在马上用弩，湘州守军意志愈发坚定。武帝第六子邵陵郡王萧纶写信劝解，要萧绎顾全大局先讨伐侯景，不果。大寶元年五月辛未（550年6月22日），萧誉备船图谋出逃时，部将慕容华投降，王僧辩攻克湘州城，生擒蕭譽。萧誉请求见萧绎对质阐明自己是被冤枉的，不获准，被斬首。萧绎将他的首级反过来安葬。部將周鐵虎歸順蕭繹。
《典略》称后来萧绎称帝即梁元帝后，被西魏将领于谨破城俘虏，于谨将武帝第八子武陵王萧纪和萧誉在狱中的子孙放出来，以其腐烂疮疤斥责元帝残害骨肉，何以为君，元帝无言以对。北宋史学家司马光作《资治通鉴》时，认为这一记载不可信，因为萧纪被元帝俘虏的两个儿子已经被元帝饿死了，萧誉即使有子孙也不应该在元帝手下存活。
大定元年（555年），蕭在西魏的扶持下稱帝，追贈蕭譽為丞相，諡曰武桓。

## 延伸阅读
[在维基数据编辑]
 《梁書·卷55》，出自姚思廉《梁書》